# 12e Régiment blindé du Canada
Pour les articles homonymes, voir 12e régiment.
Le 12e Régiment blindé du Canada ou 12e RBC est une unité blindée régulière de l'Armée canadienne des Forces armées canadiennes. Il est souvent appelé simplement « 12e ». Il fait partie du 5e Groupe-brigade mécanisé du Canada et est stationné sur la base des Forces canadiennes (BFC) Valcartier au Québec. Le régiment possède également une unité de la Première réserve composée de réservistes travaillant à temps partiel située à Trois-Rivières au Québec.

## Structure

### Force régulière

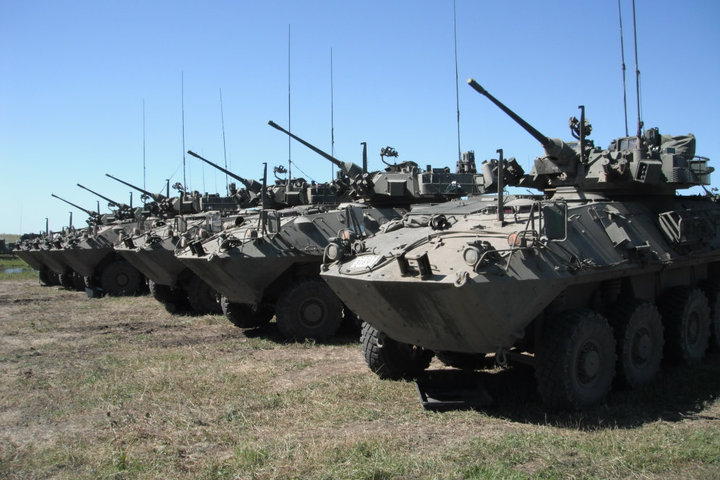
Coyotes du 12e RBC

L'unité régulière du 12e RBC est opérationnelle et fait partie du 5e Groupe-brigade mécanisé du Canada dans la 2e Division du Canada. Elle est basée sur la BFC Valcartier. Elle est divisée en quatre escadrons : A, B, D et Services (trois escadrons blindés et un escadron de commandement et services) avec un Poste de commandement régimentaire (PCR).
| Nom                   | Années      | Nom                              | Années      |
| --------------------- | ----------- | -------------------------------- | ----------- |
| J.P.R. La Rose, CD    | 1968 à 1969 | J.O.M. Maisonneuve, CMM, CSM, CD | 1989 à 1991 |
| C.E. Salvard, OMM, CD | 1969 à 1971 | R.R. Vanier, CD                  | 1991 à 1993 |
| W.R. Campbell, CD     | 1971 à 1973 | D.C. Moore, CD                   | 1993 à 1995 |
| J.C. Gervais, CMM, CD | 1973 à 1975 | J.P.P.J. Lacroix, CD             | 1995 à 1997 |
| A.L. Geddry, CD       | 1975 à 1977 | T.A. Davis, CD                   | 1997 à 1999 |
| P.G. Addy, CMM, CD    | 1977 à 1979 | J.C. Collin, OMM, CD             | 1999 à 2001 |
| J.G. Reny, CD         | 1979 à 1981 | G.J. Maillet, CD                 | 2001 à 2003 |
| G.T. Service, CD      | 1981 à 1983 | J.L. Frappier, CD                | 2003 à 2005 |
| D.G. Taylor, OMM, CD  | 1983 à 1985 | J.M. Lanthier, CD                | 2005 à 2007 |
| G.A Bordet, CD        | 1985 à 1988 | S. Tremblay, CD                  | 2007 à 2009 |
| V.M. Caine, CMM, CD   | 1987 à 1988 | S. Lacroix CD                    | 2009 à 2011 |
| V.M. Caines, CMM, CD  | 1987 à 1988 | S. Boivin, CD                    | 2011 à 2013 |
| J.P. Huet, MSM, CD    | 2013 à 2015 | J.E. Landry, MSM, CD             | 2015 à 2017 |
| P. Sauvé, CD          | 2017 à 2019 | J.L.C. Aspirault, OMM, CD        | 2019 à 2021 |

### Première réserve
L'unité de réserve du 12e RBC est composé de militaires travaillant à temps partiel appelés réservistes. Elle est basée au manège militaire Jean-Victor Allard à Trois-Rivières. Elle fait partie de la 2e Division du Canada.
| Nom                                       | Années      | Nom                                          | Années      |
| ----------------------------------------- | ----------- | -------------------------------------------- | ----------- |
| Major F.-X. Lambert                       | 1871 à 1880 | Lieutenant-colonel F.I. Ritchie, Jr, CD, ADC | 1953 à 1956 |
| Lieutenant-colonel F. Houde, MP           | 1880 à 1884 | Major R. Larocque                            | 1956        |
| Lieutenant-colonel A.-F. Dame, Dr         | 1885 à 1888 | Lieutenant-colonel L.A. Dubuc, CD            | 1956 à 1960 |
| Lieutenant-colonel A.-R. Dufresne         | 1888 à 1893 | Lieutenant-colonel R.A. Gauthier, CD         | 1960 à 1964 |
| Lieutenant-colonel H. Dixon               | 1893 à 1899 | Lieutenant-colonel R.A. Piché, CD, ADC       | 1964 à 1968 |
| Lieutenant-colonel J. Houliston           | 1900 à 1906 | Lieutenant-colonel R. Duquet, CD, ADC        | 1968 à 1971 |
| Lieutenant-colonel Hon. G.-A Tessier, MPP | 1906 à 1912 | Lieutenant-colonel A. Rousseau, GM, CD       | 1971 à 1974 |
| Lieutenant-colonel L.-P. Mercier          | 1912 à 1914 | Lieutenant-colonel R.O. Gauthier, CD         | 1974 à 1977 |
| Lieutenant-colonel C.R. Whitehead         | 1915 à 1921 | Lieutenant-colonel P. Cécil, CD, ADC         | 1977 à 1982 |
| Lieutenant-colonel F.I. Ritchie, Sr       | 1921 à 1922 | Lieutenant-colonel Y. Roberge, CD, ADC       | 1982 à 1986 |
| Lieutenant-colonel R. Pellerin, VD        | 1922 à 1927 | Lieutenant-colonel M. Grondin, OMM, CD       | 1986 à 1989 |
| Lieutenant-colonel W.A. Aird, ED          | 1927 à 1931 | Lieutenant-colonel J.-M. Bergeron, CD        | 1989 à 1993 |
| Lieutenant-colonel J.G. Vining, ED        | 1931 à 1936 | Lieutenant-colonel P. Bruneau, CD            | 1993 à 1999 |
| Lieutenant-colonel H.J. Keating, ED       | 1936 à 1940 | Lieutenant-colonel J.-M. Hamelin, CD         | 1999 à 2002 |
| Lieutenant-colonel G.E.A. Dupuis, MC      | 1940        | Lieutenant-colonel G. Lamontagne, CD         | 2002 à 2005 |
| Lieutenant-colonel J.G. Vining, ED        | 1940 à 1943 | Lieutenant-colonel F. Chevrette, CD          | 2005 à 2009 |
| Colonel R. Pellerin, VD (2e Bn)           | 1940 à 1944 | Lieutenant-colonel S. Young, CD              | 2009 à 2010 |
| Lieutenant-colonel E.L. Booth, DSO        | 1943 à 1944 | Lieutenant-colonel S. Leblanc, CD            | 2010 à 2015 |
| Lieutenant-colonel J.F. Bingham, CBE      | 1944        | Lieutenant-colonel B. Bergeron, CD           | 2015 à 2018 |
| Lieutenant-colonel F. Caron, DSO, ED      | 1944 à 1945 | Lieutenant-colonel F. Rousseau, CD           | 2018 2020   |
| Lieutenant-colonel F.N. Spénard, ED       | 1946 à 1950 | Lieutenant-colonel S. Clouâtre, CD           | Depuis 2020 |
| Lieutenant-colonel F.W. Johnson, DSO, ED  | 1950 à 1953 |                                              |             |

## Histoire

### Formation du régiment (1651-1938)
Dès 1651, la Milice canadienne commence à entraîner des gens à Trois-Rivières par le biais de Pierre Boucher, capitaine du bourg de Trois-Rivières. En effet, il reçoit les directives de se procurer des armes, d'entraîner des gens à leur maniement et de les relayer à la garde. D'ailleurs tous les hommes de 16 à 60 ans doivent servir au sein de la Milice à partir de 1669. La compagnie de Trois-Rivières sert notamment pour la guerre anglo-américaine de 1812, contre les raids des Féniens en 1865. Pendant tout ce temps, les troupes sont sous le commandement britannique. En effet, ce n'est qu'en 1867 avec la création de la Confédération canadienne que les troupes britanniques quittent le Canada et que la défense devient une responsabilité canadienne. En 1868, le ministère de la Milice et de la Défense est créé et l'unité de Trois-Rivières tombe sous sa responsabilité. En 1870, des volontaires de la compagnie de Trois-Rivières se rendent dans l'Ouest canadien lors de la Rébellion du Nord-Ouest.
Le 24 mars 1871, les compagnies rurales de Trois-Rivières, de Louiseville, de Berthierville et de Saint-Gabriel-de-Brandon sont regroupées en un bataillon temporaire sous le nom de Three Rivers Provisional Battalion of Infantry, littéralement « Bataillon d'infanterie provisoire de Trois-Rivières ». Le premier commandant de ce bataillon est le capitaine François-Xavier Lambert qui avait servi lors de la Rébellion du Nord-Ouest. Le bataillon devient permanent le 4 juin avec l'ajout de deux autres compagnies, est renommé 86th Three Rivers Battalion of Infantry, littéralement « 86e Bataillon d'infanterie de Trois-Rivières », et est placé sous le commandement du lieutenant-colonel Frédéric Houde de Louiseville,. Le 8 mai 1900, le bataillon devient un régiment en adoptant le nom de 86th Three Rivers Regiment, littéralement « 86e Régiment de Trois-Rivières ». Le 27 juin 1905, le régiment est appelé à faire partie d'un camp militaire divisionnaire ouvert à Trois-Rivières avec quatre autres régiments comprenant un total de 1 500 hommes. La construction du manège militaire de Trois-Rivières commence la même année et celui-ci est occupé l'année suivante.

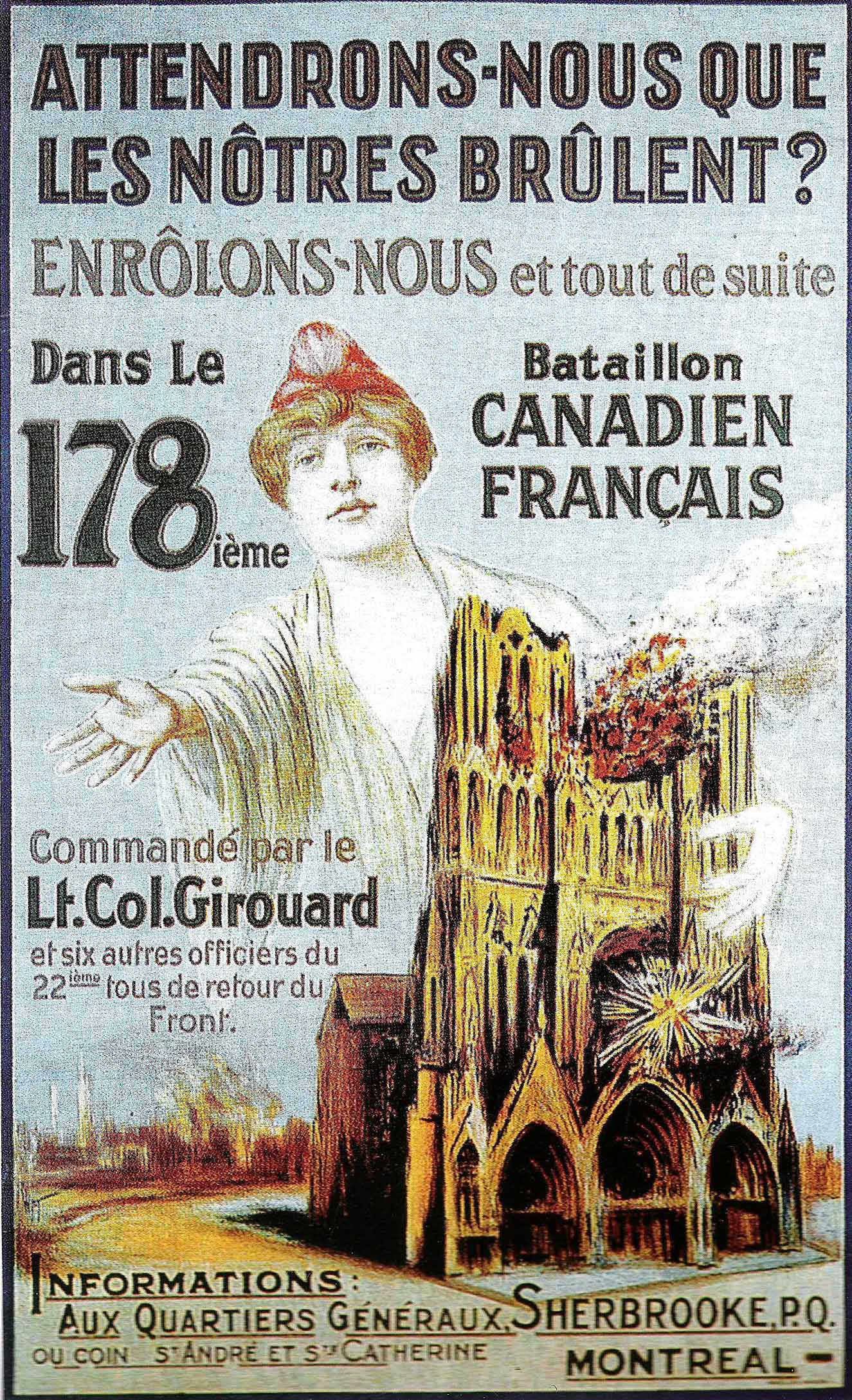
affiche appelant à la mobilisation pour la Première Guerre mondiale au sein du.

En 1912, le régiment est réorganisé. Durant la Première Guerre mondiale, il n'est pas mobilisé comme toutes les autres unités de la Milice, mais il contribue à la mobilisation du 178e Bataillon canadien-français du Corps expéditionnaire canadien. D'ailleurs, il reçoit les honneurs de bataille du 178e Bataillon. Il est dissous le 1er octobre 1915. Durant l'entre-deux-guerres, le Canada diminue le nombre d'unités d'infanterie et crée des unités blindées au sein de la réserve. Le régiment est réorganisé en The Three Rivers Regiment (Tank), littéralement « Le Régiment de Trois-Rivières (char) », le 1er avril 1920 le 15 décembre 1936. Cependant, l'entraînement est difficile puisque l'école des véhicules blindés ne dispose pas de véhicules blindés avant 1938.

### La Seconde Guerre mondiale (1939-1945)
Au début de la Seconde Guerre mondiale, avec d'autres unités blindées, "The Three Rivers Regiment (Tank)" crée la Première brigade blindée canadienne. Le nom du régiment devient alors le "12th Army Tank Battalion, The Three Rivers Regiment (Tank)".
Le 15 mai 1942, l'Unité devient le "12th Canadian Army Tank Regiment TRR".
Le 26 août 1943, l'Unité devient le "12th Canadian Armoured Regiment (TRR)"

### L'après-guerre et la guerre froide (1946-1968)
Le 1er avril 1946, l'Unité est redésignée régiment antichar et prend le nom de "46th Anti-Tank Regiment, The Three Rivers Regiment".
Le 19 juin 1947, l'Unité trifluvienne reprend son titre d'unité blindée d'avant-guerre sous le nom de "24th Canadian Armoured Regiment, The Three Rivers Regiment".
Le 4 février 1949, le Régiment adopte son appellation française "Le Régiment de Trois-Rivières, 24th Canadian Armoured Regiment".
Le 19 mai 1958, son nom est de nouveau modifié en celui de "Le Régiment de Trois-Rivières, RCAC".
À la suite de l'unification de toutes les Forces armées canadiennes, on forme le 6 mai 1968 un nouveau régiment de la Force régulière apparenté au Régiment de Trois-Rivières: le 12e Régiment blindé du Canada. Ce nouveau régiment adopte les coutumes et traditions du 12th Canadian Armour Regiment (TRR) et perpétue les honneurs de bataille du 12th CAR et donc du 178e Bataillon canadien-français.

### Guerre d'Afghanistan (2010-2011)
Le 12e RBC fournit un escadron de reconnaissance, l'Escadron A, au groupement tactique du 1er Bataillon du Royal 22e Régiment pour la dixième rotation de l'opération Athéna en Afghanistan à partir de novembre 2010. Cet escadron inclut plusieurs réservistes de différentes unités.  Aussi, l'escadron C, comprenant des véhicules de type Leopard 2 a été déployé entre novembre 2010 et juin 2011.  Il s'agit du premier escadron de char du régiment, déployé outre-mer depuis la 2e guerre mondiale.

## Honneurs et records
À ce jour, le régiment détient plusieurs records inégalés des forces armées canadiennes, soit pour la plus longue période au combat (65 jours consécutifs), pour le moins de pertes de vie de la Seconde Guerre mondiale, pour le plus d'honneurs au combat (débarquement en Sicile, Italie, Hollande), et pour avoir été commandé par le plus jeune colonel, le colonel Fernand Ludger Caron (1918-1997) qui avait alors 24 ans.

### Honneurs de bataille
- Afghanistan[6]

## Symboles et traditions

### Couleurs
Les trois couleurs régimentaires du 12e RBC sont dans l'ordre de préséance l'azur, le vieil or et le marron. Ces trois couleurs sont utilisées pour l'insigne et le drapeau régimentaires. En fait le drapeau est composé de trois bandes horizontales de chacune des couleurs en suivant l'ordre de préséance de haut en bas en plus de l'insigne régimentaire en son centre. Les membres du régiment portent les armoiries de la ville de Trois-Rivières comme insigne de col depuis le 8 mai 1968.

### Régiments affiliés
- Royal Tank Regiment ( Royaume-Uni)
- 2e Régiment de Hussards ( France)
- 4e Régiment de Chasseurs ( France)
- 3rd Light Armored Reconnaissance Battalion ( États-Unis)